# カタラット
カタラット（Catarratto）は主にシチリア島で栽培される白のイタリアンワイン用のブドウで、シチリア島で最も広く栽培されているブドウである。近年の過剰生産により、このブドウはヨーロッパのワイン湖問題に大きく影響を与えた。カタラットはレモンの風味を持つフルボディーワインを作ることができる。エトナのDOCでは、ブドウはしばしばミネッラ・ビアンカとカッリカンテとブレンドされる。

## 亜種および表現型
カタラットは、異なる熟度、すなわちブドウ果実上の発生する白っぽい粉状の"ブルーム"の量の違いによって特徴付けられる、異なる表現型が存在する。このブルームがほとんど無いと、ブドウはより光沢のある印象を与える。カタラット・ビアンコ・コムーネは花開きが多いという特徴があるが、カタラット・ビアンコ・ルーシドは花の量が限られており、より光沢がある。両者の違いは、1883年のパレルモのアンペログラフ委員会によって最初に記述され、その名前が付けられた。それらはイタリアでも2種類のブドウ品種として登録されているが、DNA型鑑定ではそれらが同一品種であることを示している。従って、2つの表現型は、同じ元の苗から (切断して)栄養増殖して増やしたブドウの系統間変動を示すブドウのマス・セレクション (畑から優秀な株を複数選び、穂木を取って苗を作り、元の畑に戻す方法)に起因する。3番目の品種または表現型であるカタラット・ビアンコ・エクストラルーシドは、ブルームが完全になく、1971年にカタラット・ビアンコ・ルーシドのブドウの中からB. Pastenaによって選択された。これはまた、その起源によって仮定されたように、他の2つと遺伝的に同一であることが示された。

## 系統
2008年にDNA型鑑定 (3つのカタラットが同一であることを示したのと同じ研究)を用いて発表されたイタリアの研究では、一方ではカタラットがガルガーネガと遺伝的に近い関係にあること、また一方では、カタラットと他のいくつかのブドウ品種との間にも緊密な遺伝的関係を示した。ガルガーネガは両親品種が特定されていないため、ガルガーネガはカタラットの親品種の1つである可能性があるが、関係の正確な性質は確定的に確立できていない。

## 別名
カタラットは以下に示す別名でも呼ばれている。
Castellaro, Cataratto Bertolaro, Catarratto Bianco Comune, Catarratto Bianco Extra Lucido, Cataratto Bianco Latino, Catarratto Bianco Lucido, Catarratto Bianco Lustro, Cataratto Bianco Nostrale, Cataratto Carteddaro, Catarratto Bertolare, Catarratto Bertolaro, Catarratto Bianco Latino, Catarratto Bianco Nostrale, Catarratto Carteddaro, Cattaratto Commune, Catarrato Lucido